# Grad Fridrihštajn
Grad Fridrihštajn je dal zgraditi v začetku 15. stoletja (med letoma 1423 in 1425)  Friderik II., sin Celjskega grofa Hermana II., za svojo ljubico Veroniko Deseniško, s katero se je po smrti svoje prve žene Elizabete Frankopanske tudi poročil. 

## Prvo rušenje gradu
Herman II. je dal Veroniko Deseniško utopiti, potem ko je celjsko sodišče ni hotelo obsoditi kot čarovnico, svojega sina pa je dal zapreti in grad porušiti. Po smrti svojega drugega sina, Hermana III. je Friderika izpustil, ta pa je dal obnoviti porušeni grad.

## Izumrtje celjskih grofov
Po izumrtju dinastije je grad leta 1456 pripadel habsburškemu cesarju Frideriku III. ki ga je dal v upravljanje nekdanjemu oskrbniku Celjskega gradu.  

## Prvi slovenski kmečki punt
Kasneje je grad zakupil baron Jurij Thurn. Ta je leta 1515 močno dvignil davke in s tem sprožil prvi slovenski kmečki punt. Kmetje so v februarju istega leta ubili barona Thurna. Združene fevdalne sile pa so upor v jeseni istega leta zadušile in pobile vodje punta.

## Propad gradu
Grad je potem skoraj nedotaknjen vztrajal v zavetju kočevskih gozdov kot sedež kočevskega gospostva še stoletje. Skupaj z ozemljem, na katerem je stal, ga je leta 1641 kupil grof Auersperg, ki je za gradnjo svojega novega gradu v Kočevju uporabil tudi material s Fridrihštajna. Slovita nemška pravljičarja brata Grimm sta še leta 1795 poročala, da v ohranjenem delu gradu živi lovec s svojimi služabniki, tako da je bil grad verjetno dokončno opuščen šele nekje ob začetku 19. stoletja.

## Fridrihštajn danes
Danes so od gradu ostali le porušeni zidovi in ostanki temeljev. Kraj so leta 1993 sicer začeli čistiti in strokovno restavrirati. Trenutno je obzidje obnovljeno in tako zavarovano pred nadaljnjim propadanjem. Obnovljen je del obzidja, ruševine gradu pa so poznana izletniška točka. Zanimivost, ki je še ostala iz takratnih časov, je živa skala, na kateri je ostala sled Veronike Deseniške. Legenda pravi, ko je Friderik II. na poročni dan poljubil svojo Veroniko, se je skala, na kateri je tisti trenutek sedela, pod vplivom njuno vroče ljubezni stopila.